# Guozhu Yizu Xiang
Guozhu Yizu Xiang (kinesiska: 果珠, 果珠彝族乡) är en socken i Kina. Den ligger i provinsen Yunnan, i den sydvästra delen av landet, omkring 370 kilometer nordost om provinshuvudstaden Kunming. Antalet invånare är 35 327. Befolkningen består av 16 633 kvinnor och 18 694 män. Barn under 15 år utgör 31 %, vuxna 15-64 år 62 %, och äldre över 65 år 6,0 %.
Genomsnittlig årsnederbörd är 1 177 millimeter. Den regnigaste månaden är juli, med i genomsnitt 222 mm nederbörd, och den torraste är december, med 20 mm nederbörd.